# Peralejos de Arriba
Peralejos de Arriba település Spanyolországban, Salamanca tartományban. Peralejos de Arriba Cipérez, Pozos de Hinojo, Peralejos de Abajo, Villarmuerto és Espadaña községekkel határos. Lakosainak száma 35 fő (2024).

## Népesség
A település népessége az elmúlt években az alábbi módon változott:
| Lakosok száma | 67   | 62   | 53   | 50   | 49   | 47   | 42   | 38   | 36   | 35   |
|               | 2001 | 2004 | 2007 | 2009 | 2012 | 2014 | 2017 | 2019 | 2022 | 2024 |